# 稷下學宮
稷下學宮，又稱稷下之學，始建於戰國時期（西元前四世紀）的田齊桓公。稷下位於齊國國都臨淄（今山东省淄博市）稷門附近。齊宣王之時，在稷下擴置學宮，招致天下名士：儒家、道家、法家、名家、兵家、農家、陰陽家等百家之學，會集於此，自由講學、著書論辯。

## 歷史
前4世紀中葉，齊國創立稷下學宮，供養資助許多思想家和學者，維持至前3世紀前期，是當時最重要的學術中心:146。戰國中後期各主要學派的重要人物，如：荀子、宋钘、尹文、兒說、鲁仲连、田巴、騶奭，幾乎都來到過稷下，《史記》描述當時的盛況：“宣王喜文學遊說之士，自鄒衍、淳于髡、田駢、接輿、慎到、環淵之徒七十六人，皆賜列第，為上大夫，不治而議論。是以齊稷下學士復盛，且數百千人……”。稷下學宮是一种由官方主办、私人主持的办学模式。不问学术派别、思想观点、政治倾向，以及国别、年龄、资历的学术自由气氛，約与同时代雅典的亚里斯多德于公元前335/334年所创吕克昂学院东西并尊。

## 考古
2022年4月，专家认定位於山东省淄博市临淄区齐都镇小徐村的齐故城小城西门外建筑基址群为稷下学宫遗址。

## 講學者
陰陽家學派
- 鄒衍：戰國末期齊國人，陰陽家學派創始者與代表人物。主要學說是「五德終始說」和「大九州說」，當時人們稱他「談天衍」，又稱鄒子。
- 騶奭：戰國齊國稷下學宮學者，採用鄒衍學說入自己之文，人稱雕龍奭。受到齊王的賞識，在稷下學宮與慎到、田駢齊名。齊王為他們修建豪宅。騶奭著《騶奭》12篇。

偏向道家學派
- 尹文：齊國稷下名家學者，著有《尹文子》。
- 田駢：又稱陳駢，戰國齊國人，早年學黃老之術。有辯才，尤好爭論，人稱「天口駢」。
- 彭蒙：齐国人，黄老道家学者，是田骈的老师。
- 慎到：趙國人。戰國時道家、法家思想家。
- 環淵：楚國人，戰國時道家學者。環淵學黃老道德之術，因闡發說明敘述黃老道德學說的旨意。環淵著上下篇，與騶衍、淳于髡、慎到、接子、田駢、騶奭一起遊學於稷下學宮。
- 宋鈃：是遊學於齊國稷下學宮的學者。有授徒講學。《莊子·天下》將宋鈃和尹文歸類為一派。但《荀子·非十二子》將墨子和宋鈃劃為一流，荀子是根據宋鈃思想在提倡克制慾望講究節儉不重視等級等方面與墨子的類似之處，而將他們劃為一流。
- 接子：戰國齊國稷下學宮學者，曹姓，接氏。受到齊宣王的賞識，在稷下學宮與鄒衍、騶奭、田駢齊名。齊王為他們修建豪宅。著《接子》二篇。

遊說家
- 淳于髡，戰國時期齊國人，身高不足七尺，是齊國的入贅女婿。齊國大臣，外交官。善於辯論，經常代表齊國出使各國。
- 魯仲連：戰國時代齊國茌平人（今山東省茌平縣王老鄉望魯店村），為遊說名士。有時簡稱魯連，曾就學於稷下學宮，不願出任官職。由於他的遊說技巧卓越，有著名的「義不帝秦」辯論。成為現代「和事佬」的代名詞。《漢書·藝文志》有《魯仲連子》14篇。

名家
- 兒說：宋國人，曾與稷下學宮學者辯「白馬非馬」。

儒家
- 荀子：戰國末期趙國猗氏（今山西安澤）人，名況，時人尊而號為卿。著名思想家，教育家，儒家代表人物之一，對儒家思想有所發展，提倡性惡論，常被與所謂的孟子「性善論」比較。荀況對重整儒家典籍也有相當的貢獻。